# Отто Ессвайн
Отто Ессвайн (нім. Otto Esswein; 3 березня 1890, Вайблінген, Німецька імперія — 21 липня 1918, Артенн-е-То, Франція) — німецький льотчик-ас, заступник офіцера Імперської армії. Кавалер золотого хреста «За військові заслуги».

## Біографія
Учасник Першої світової війни. В середні 1915 року перейшов в авіацію. Після проходження льотної підготовки призначений в 26-ту винищувальну ескадрилью, де почав літати 30 жовтня 1917 року. 27 листопада 1917 року був поранений у праве око під час бою. Повернувся в ескадрилью на початку 1918 року, де на той час почали літати на трипланах. 16 липня 1916 року літак Ессвайна був підпалений у повітрі запальними кулями, але сам пілот зумів врятуватися, зістрибнувши з парашутом. Через п'ять днів в іншому бою Ессвайн загинув, впавши в підбитому літаку на німецькі позиції.
Всього за час бойових дій здобув 12 перемог. Серед перемог Ессвайна був літак лейтенанта Сиріла Болла (брата відомого британського аса Альберта Болла, кавалера хреста Вікторії), який він збив 5 лютого 1918 року, пілотуючи Albatros D.V. Сам Болл потрапив у полон.

## Нагороди
- Залізний хрест 2-го і 1-го класу
- Срібна і золота медаль «За військові заслуги» (Вюртемберг)
- Золотий хрест «За військові заслуги» (3 червня 1918)